# Stylistika
Stylistika je nauka o slohu. Pojednává o jeho podstatě, jeho druzích, o slohové výstavbě jazykových projevů (textů) a o slohovém rozvrstvení jazykových prostředků.
Zkoumá způsob výstavby jazykového projevu (komunikátu), tj. způsob zpracování obsahu a využití jazykových prostředků (výběr, uspořádání v celek). Po stránce jazykové závisí slohová vytříbenost zejména na vhodném výběru slov, na plynulé stavbě vět a na jejich spojení v souvislý text.

## Slohotvorné činitele
Slohotvorné činitele jsou souhrnem komunikativních podmínek v jedinečné komunikační situaci, existují 2 typy:
- subjektivní (osobní, individuální) – podmíněni osobností autora, jeho stanoviskem, věkem, vzděláním, povahou atd. Nejnápadnější jsou rozdíly v individuálním stylu různých autorů umělecké literatury (například styl Karla Čapka a Vladislava Vančury).
- objektivní (obecný) – autor je nucen k nim přihlížet

Objektivní slohotvorné činitele se dále dělí na
- funkce – zaměření projevu; cíl, na který chce poukázat
- forma projevu – projev psaný nebo mluvený
- místo, na kterém se projev uskutečňuje – přímý (např. veřejný projev) nebo nepřímý (např. formou rozhlasu)
- počet mluvčích – monolog (jeden mluvčí) nebo dialog (dva a více mluvčích)

## Jazykové styly podle funkce projevu
- styl prostěsdělovací
  - funkce dorozumět se, pobavit se
  - běžná komunikace
  - jednoduchá větná stavba
  - využívá všechny útvary národního jazyka
    - písemná komunikace: vyhláška, oznámení, zpráva, oběžník, hlášení, inzerát, telegram (oznamovací útvary); tiskopisy, soupisy, dotazník (heslové útvary); zápis, protokol, smlouva (dokumentární útvary)
    - ústní komunikace: telefonický styk, rozhovor kamarádů
    - veřejné ústní jednání: referát, diskuse, polemika, panelová diskuse, usnesení atd.
- styl odborný
  - odborné poučení
  - bez emocí, citového zabarvení
  - pouze spisovně
    - přednáška
    - úvaha – autor se zamýšlí na základě získaných poznatků nad problémem, aby dospěl k obecnějšímu závěru
    - esej – druh úvahy na odborné téma; nepříliš rozsáhlý útvar, který spojuje odbornost a uměleckost, je psán s estetickým záměrem
    - kritika – úvaha, která především hodnotí, posuzuje, vytýká nedostatky
    - recenze – útvar blízký kritice, ale převažuje informativní charakter nad kritickým
    - glosa – kritická poznámka
- styl administrativní
  - úřední, jednací
  - bez emocí, citového zabarvení
  - ustálená forma
  - spisovný jazyk
  - přesnost, jednoznačnost
  - Příklady:
    - úřední dopis
    - žádost
    - objednávka
    - plná moc
    - životopis
- styl publicistický
  - styl hromadných sdělovacích prostředků
  - cílem je informovat o aktuálních věcech
  - musí být srozumitelně, zajímavě formulované
  - spisovné, automatizované výrazy, klišé
    - zpravodajství
    - úvodník – obsahuje nejdůležitější aktuální informaci
    - článek – delší příspěvek publicistického stylu, někdy má povahu kritické úvahy
    - komentář – autor vyjadřuje názor, zaujímá stanovisko k nějakému problému
    - kurziva – aktualizující nebo zábavná stať tištěná obvykle kurzivou
    - glosa – kritická poznámka k událostem a názorům; krátký útvar
    - sloupek – vtipná časová úvaha v jednom sloupci
    - causerie [kózri] – vtipná novinářská úvaha o nějakém problému, lehčí tón, duchaplnost, zábavnost
    - referát
    - reportáž – informuje o zajímavých místech nebo událostech na základě přímého styku s nimi; podmínkou je očité svědectví autora
    - fejeton – útvar stylu publicistického a uměleckého, jedná se o drobná zábavná témata všednodenního života v novém světle, vesměs zpracováno zábavným, ironickým nebo humorným tónem, vtipně a duchaplně
    - interview – rozhovor
    - odborná diskuse
- styl umělecký

## Druhy slohových postupů
- informační – nejjednodušší, podává fakta, sdělení ve věcných (místních, časových) nebo formálních souvislostech (např. abecedně)
- vyprávěcí – podává děje, události, příběhy jako jedinečné, úsilí o zajímavost, napětí, názornost, pestrost
- popisný – vystižení vnějších znaků, příznačných rysů objektu nebo děje; zřetel k částem, k celku nebo k souvislostem; volba pořadí popisu částí
- charakterizační – vystižení vnitřních znaků objektu (osoby), a to přímo (konstatováním) nebo nepřímo
- výkladový – vysvětlení podstaty jevu (nejen vnější znaky, ale i vnitřní vztahy, souvislosti, příčinné jevy)
- populárně naučný – vysvětluje fenomén bez použití odborných slov

- úvahový – vyjádření názorů autora, zamyšlení, hodnocení, srovnávání a vyvozování logických závěrů